# ارس دورانگویی
ارس دورانگویی (نام علمی: Juniperus durangensis) نام یک گونه از سرده ارس است.